# Municipio Roma VIII
El Municipio Roma VIII es una de los 15 subdivisiones administrativas en las que está dividida la ciudad de Roma. En 2017 su población era de 131 075 habitantes